# The Avril Lavigne Tour
"The Avril Lavigne Tour" fue la quinta gira musical de la cantautora canadiense Avril Lavigne, promoviendo su quinto álbum de estudio, Avril Lavigne. La gira fue anunciada en octubre de 2013 dando conocer las primeras fechas en Japón y comenzó oficialmente el 1 de diciembre de 2013 en Hidalgo, Estados Unidos para la promoción de su álbum se presentó en varios festivales navideños conducidos por Jingle Ball, Let It Show entre otros.

## Mangas
- Manga 1: Norteamérica (13 presentaciones)

- Manga 2: Asia (23 presentaciones)
- Manga 3: Sudamérica (7 presentaciones)
- Manga 4: Norteamérica (29 presentaciones)

## Lista de canciones
| Manga 2 |
| --- |
| - Acto 1 1. Intro:(Video introductorio) 2. "Hello Kitty" 3. "Girlfriend" 4. "Rock N Roll" 5. "Here's to Never Growing Up" 6. "I Always Get What I Want" 7. "Hush Hush" 8. "Let Me Go" 9. "My Happy Ending" 10. "Don't Tell Me" 11. "Complicated" - Acto 2 1. "Bad Girl" (contiene extractos de «The Beautiful People») 2. "He Wasn't" 3. "Losing Grip" 4. "Sk8er Boi" - Cierre 1. "Smile" 2. "What the Hell" 3. "I'm with You]" Nota - Canto en Vivo "Unwanted", el 21 de febrero. - Canto en Vivo por primera vez "17", perteneciente al quinto álbum de estudio Avril Lavigne, el 3 de febrero. - En Varias ocasiones canto Wish You Were Here, en Japón y China - Alice fue interpretada en China, para contemplar con 19 canciones en el concierto. |

| Manga 3 |
| --- |
| - Acto 1 1. Intro:(Video introductorio) 2. "Hello Kitty" 3. "Girlfriend" 4. "Rock N Roll" 5. "Here's to Never Growing Up" 6. "Smile" 7. "My Happy Ending" 8. "I Always Get What I Want" 9. "Give You What You Like" 10. "When You're Gone" 11. "Twitter Fan Request" 12. "I'm With You" 13. "Bad Girl" (contiene extractos de «The Beautiful People») 14. "He Wasn't" - Cierre 1. "Sk8er Boi" 2. "Song 2" (cover por «Avril Lavigne») 3. "What the Hell" 4. "Complicated" A veces se cortaba el setlist a 14 canciones Nota - "Twitter Fan Request" Canto "Things I'll Never Say" 29 de abril, "Hello Heartache" 30 de abril, "Nobody's Home" 29 de abril y 2 de mayo, "Falling Fast" 3 y 4 de mayo. - "Don't Tell Me" Cantada solamente en Sao Paulo. |

## Fechas de la gira
| Fecha                   | Ciudad            | País           | Lugar                                        |
| ----------------------- | ----------------- | -------------- | -------------------------------------------- |
| Norteamérica            |                   |                |                                              |
| 1 de diciembre de 2013  | Hidalgo           | Estados Unidos | State Farm Arena                             |
| 3 de diciembre de 2013  | Nueva York        | Estados Unidos | Highline Ballroom                            |
| 4 de diciembre de 2013  | Filadelfia        | Estados Unidos | Wells Fargo Center                           |
| 5 de diciembre de 2013  | Wilkes-Barre      | Estados Unidos | Mohegan Sun Arena at Casey Plaza             |
| 8 de diciembre de 2013  | Saint Charles     | Estados Unidos | Family Arena                                 |
| 9 de diciembre de 2013  | Chicago           | Estados Unidos | United Center                                |
| 10 de diciembre de 2013 | Pittsburgh        | Estados Unidos | Petersen Events Center                       |
| 11 de diciembre de 2013 | Huntington        | Estados Unidos | Paramount Theater                            |
| 13 de diciembre de 2013 | Towson            | Estados Unidos | SECU Arena                                   |
| 14 de diciembre de 2013 | Wallingford       | Estados Unidos | Toyota Oakdale Theatre                       |
| 16 de diciembre de 2013 | Duluth            | Estados Unidos | Arena at Gwinnett Center                     |
| 18 de diciembre de 2013 | North Charleston  | Estados Unidos | North Charleston Coliseum                    |
| 20 de diciembre de 2013 | Sunrise           | Estados Unidos | BB&T Center                                  |
| Asia                    |                   |                |                                              |
| 31 de enero de 2014     | Osaka             | Japón          | Studio Coast                                 |
| 1 de febrero de 2014    | Tokio             | Japón          | Zepp                                         |
| 3 de febrero de 2014    | Yokohama          | Japón          | National Convention Hall of Yokohama         |
| 4 de febrero de 2014    | Tokio             | Japón          | Nippon Budokan                               |
| 5 de febrero de 2014    | Tokio             | Japón          | Nippon Budokan                               |
| 7 de febrero de 2014    | Nagoya            | Japón          | Nippon Gaishi Hall                           |
| 8 de febrero de 2014    | Osaka             | Japón          | Intex International Conference Hall          |
| 11 de febrero de 2014   | Bangkok           | Tailandia      | Impact Arena                                 |
| 13 de febrero de 2014   | Chek Lap Kok      | Hong Kong      | AsiaWorld-Arena                              |
| 15 de febrero de 2014   | Kallang           | Singapur       | Singapore Indoor Stadium                     |
| 17 de febrero de 2014   | Ciudad Quezón     | Filipinas      | Smart Araneta Coliseum                       |
| 19 de febrero de 2014   | Seúl              | Corea del Sur  | Olympic Hall                                 |
| 21 de febrero de 2014   | Shanghái          | China          | Mercedes-Benz Center                         |
| 23 de febrero de 2014   | Cantón            | China          | Guangzhou Gymnasium                          |
| 25 de febrero de 2014   | Wuhan             | China          | University of Science Optical Valley Stadium |
| 28 de febrero de 2014   | Nankín            | China          | Estadio Olímpico de Nankín                   |
| 2 de marzo de 2014      | Pekín             | China          | Mastercard Arena                             |
| 4 de marzo de 2014      | Hanzhong          | China          | Yellow Dragon Arena                          |
| 7 de marzo de 2014      | Chengdu           | China          | Sichuan Gymnasium                            |
| 9 de marzo de 2014      | Shenzhen          | China          | Bay Sports Center stadium                    |
| 12 de marzo de 2014     | Yakarta           | Indonesia      | Istora Senayan                               |
| 14 de marzo de 2014     | Kuala Lumpur      | Malasia        | Stadium Merdeka                              |
| 16 de marzo de 2014     | Taipéi            | Taiwán         | Taipei City Hakka Cultural Park              |
| Sudamérica              |                   |                |                                              |
| 29 de abril de 2014     | Sao Paulo         | Brasil         | Citibank Hall                                |
| 30 de abril de 2014     | Sao Paulo         | Brasil         | Citibank Hall                                |
| 2 de mayo de 2014       | Río de Janeiro    | Brasil         | Citibank Hall                                |
| 3 de mayo de 2014       | Belo Horizonte    | Brasil         | Chevrolet Hall                               |
| 4 de mayo de 2014       | Brasilia          | Brasil         | Opera Hall                                   |
| 7 de mayo de 2014       | Buenos Aires      | Argentina      | Microestadio Malvinas Argentinas             |
| 9 de mayo de 2014       | Santiago de Chile | Chile          | Movistar Arena                               |
| Norte América           |                   |                |                                              |
| 13 de mayo de 2014      | Monterrey         | México         | Arena Monterrey                              |
| 14 de mayo de 2014      | Guadalajara       | México         | Auditorio Telmex                             |
| 15 de mayo de 2014      | Ciudad de México  | México         | Arena Ciudad de México                       |
| 22 de mayo de 2014      | Seattle           | Estados Unidos | WaMu Theater                                 |
| 24 de mayo de 2014      | Wheatland         | Estados Unidos | Sleep Train Amphitheatre                     |
| 25 de mayo de 2014      | Mountain View     | Estados Unidos | Shoreline Amphitheatre                       |
| 28 de mayo de 2014      | San Diego         | Estados Unidos | Viejas Arena                                 |
| 29 de mayo de 2014      | Los Ángeles       | Estados Unidos | The Forum                                    |
| 30 de mayo de 2014      | Las Vegas         | Estados Unidos | Planet Hollywood                             |
| 31 de mayo de 2014      | Las Vegas         | Estados Unidos | Planet Hollywood                             |
| 2 de junio de 2014      | Albuquerque       | Estados Unidos | Isleta Amphitheatre                          |
| 4 de junio de 2014      | Corpus Christi    | Estados Unidos | American Bank Center                         |
| 5 de junio de 2014      | Houston           | Estados Unidos | Cynthia Woods Mitchell Pavilion              |
| 6 de junio de 2014      | Oklahoma City     | Estados Unidos | Chesapeake Energy Arena                      |
| 7 de junio de 2014      | Kansas City       | Estados Unidos | Starlight Theatre                            |
| 9 de junio de 2014      | Omaha             | Estados Unidos | Centurylink Center                           |
| 10 de junio de 2014     | St. Paul          | Estados Unidos | Xcel Energy Center                           |
| 11 de junio de 2014     | Chicago           | Estados Unidos | FirstMerit Bank Pavilion                     |
| 13 de junio de 2014     | Indianápolis      | Estados Unidos | Klipsch Music Center                         |
| 14 de junio de 2014     | Pittsburgh        | Estados Unidos | First Niagra Pavilion                        |
| 15 de junio de 2014     | Cincinnati        | Estados Unidos | Riverbend Music Center                       |
| 17 de junio de 2014     | Detroit           | Estados Unidos | DTE Energy Music Theater                     |
| 18 de junio de 2014     | Darien Lake       | Estados Unidos | Darien Lake Performing Arts Center           |
| 20 de junio de 2014     | Boston            | Estados Unidos | Comcast Center                               |
| 21 de junio de 2014     | Camden            | Estados Unidos | Susquehana Bank Center                       |
| 22 de junio de 2014     | Wantagh           | Estados Unidos | Nikon at Jones Beach Theater                 |
| 24 de junio de 2014     | Orillia           | Canadá         | Casino Rama                                  |
| 27 de junio de 2014     | Atlantic City     | Estados Unidos | Borgata Spa & Resort Event Center            |
| 28 de junio de 2014     | Mashantucket      | Estados Unidos | Foxwoods Resort Casino                       |